# VM i orientering 1966
VM i orientering 1966 var den første udgave af verdensmesterskabet i orientering, der blev afviklet 1.-2. oktober 1966 i Fiskars i Finland.

## Resultater

### Herrer

#### Individuelt
1. Åge Hadler, Norge 1:36:05
2. Aimo Tepsell, Finland 1.38.47
3. Anders Morelius, Sverige 1.40.05

#### Stafet
1. Sverige (Bertil Norman, Karl Johansson, Anders Morelius, Göran Öhlund) 3.51.42
2. Finland (Erkki Kohvakka, Rolf Koskinen, Juhani Salmenkylä, Aimo Tepsell) 3.59.34
3. Norge (Dagfinn Olsen, Ola Skarholt, Åge Hadler, Stig Berge) 4.26.35

### Damer

#### Individuelt
1. Ulla Lindkvist, Sverige 52.45
2. Katharina Perch-Nielsen, Schweiz 1.00.30
3. Raila Hovi, Finland 1.00.51

#### Stafet
1. Sverige (Kerstin Granstedt, Eivor Steen-Olsson, Gunborg Åhling) 2.42.58
2. Finland (Anja Meldo, Pirjo Ruotsalainen, Raila Hovi) 2.43.19
3. Norge (Astrid Hansen, Ragnhild Kristensen, Ingrid Thoresen) 2.54.29